# Pop-Expressen
Pop-Expressen är en roterande åkattraktion på tivolit Gröna Lund i Stockholm. Till den senaste pop-, dance- och rnb-musiken snurrar man runt i denna attraktion. Den byggdes 1996 av HUSS Machinenfabrik, Tyskland. År 2006 åktes den 468 227 gånger och 2007 åktes den 444 979 gånger. Längdgränsen är 140 cm.